# Tešanj

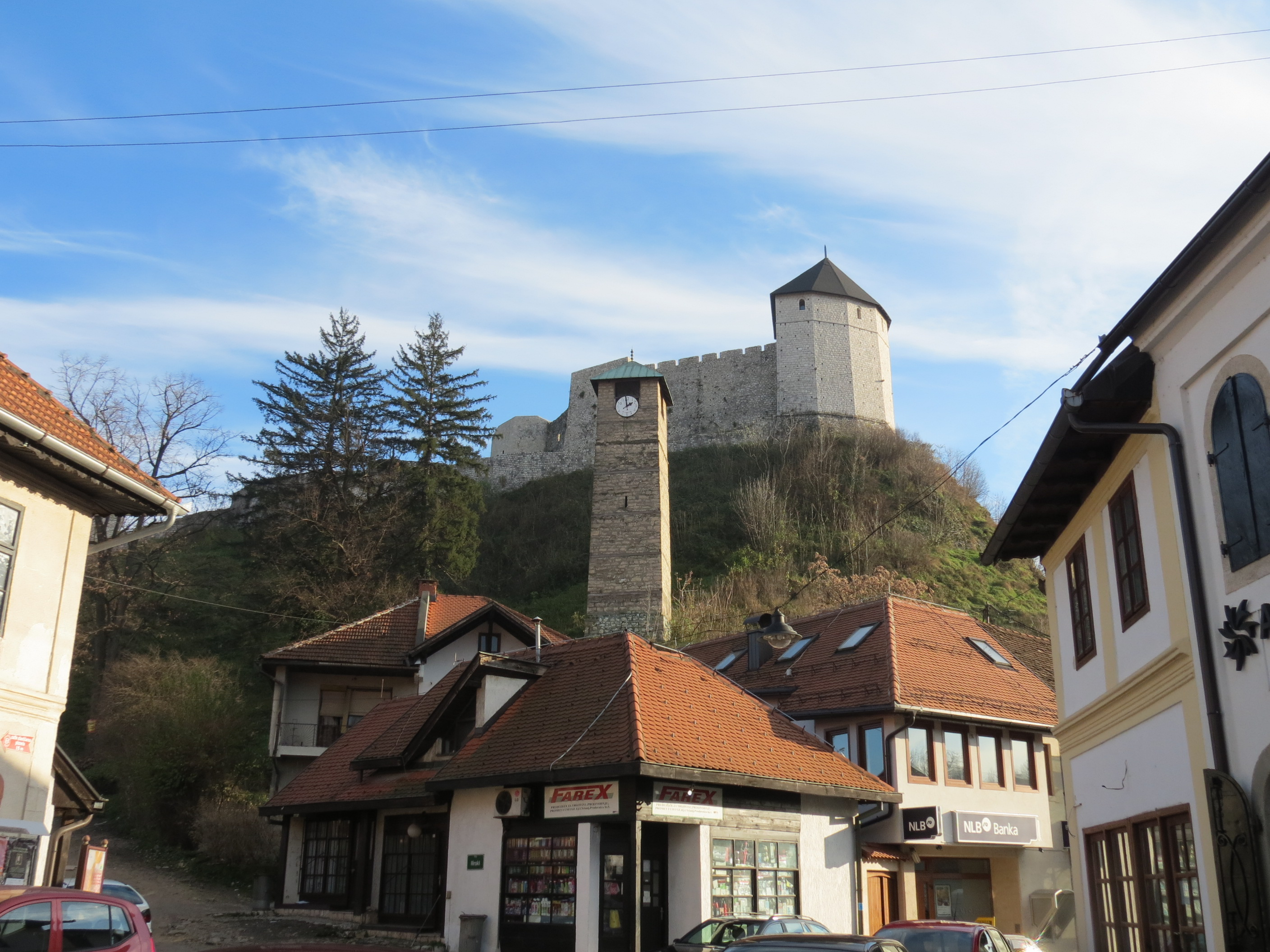
Uhrturm und Festung in der Altstadt von Tešanj

Tešanj (kyrillisch Тешањ) ist eine Kleinstadt im Norden von Bosnien und Herzegowina. Sie ist Hauptort und Verwaltungssitz der gleichnamigen Gemeinde im Kanton Zenica-Doboj der Föderation Bosnien und Herzegowina.

## Geschichte
Tešanj wurde erstmals 1461 unter seinem heutigen Namen erwähnt.
Die Stadt war Dreh- und Handlungsort der bosnischen Tragikomödie Gori vatra – Feuer! von Regisseur Pjer Žalica (2003).

## Geografie
Die Stadt Tešanj liegt auf 230 m Höhe im Tal der Tešanjka, einem rechten Zufluss der Usora.
Benachbarte Gemeinden sind Doboj, Doboj Jug, Maglaj, Teslić und Usora.

## Bevölkerung
Bei der Volkszählung 1991 hatte die Gemeinde Tešanj 48.480 Einwohner.
- Bosniaken: 34.941 (72,07 %)
- Serben: 8.929 (18,41 %)
- Kroaten: 3.071 (6,33 %)
- Jugoslawen: 1.047 (2,15 %)
- Andere: 492 (1,04 %)

In der eigentlichen Stadt lebten 6.015 Menschen.
- Bosniaken: 4.977 (82,74 %)
- Serben: 308 (5,12 %)
- Kroaten: 253 (4,21 %)
- Jugoslawen: 392 (6,52 %)
- Andere: 85 (1,41 %)

Die Gemeinde umfasst 42 Orte: Bukva, Blaževci (Teil), Bobare, Ćaglici, Ćifluk, Dobropolje, Drincici, Džemilic Planje, Hrvatinovići, Jablanica, Jevadžije, Jelah (Jelah, Jelah-polje, Potocani, Cerovac), Rosulje, Kalošević, Karadaglije, Koprivci, Kraševo, Lepenica, Logobare, Lončari (Teil), Ljetinić, Mrkotić, Miljanovci, Medakovo, Mekiš, Novo Selo, Novi Miljanovci, Oraš Planje, Piljužići, Putešić, Raduša, Ripna, Šije, Tešanj, Trepče, Tugovići, Vrela (Teil) und Vukovo.

## Wirtschaft
Tešanj ist überwiegend landwirtschaftlich geprägt. Seit dem 19. Jahrhundert spielt der Obstanbau eine wichtige Rolle. Im Ort Jelah existiert ein größeres Gewerbe- und Industriegebiet.

## Verkehr
Im Tal der Usora verläuft die Magistralstraße M4, die Doboj mit Teslić und Banja Luka verbindet.

## Söhne und Töchter der Stadt
- Esad Plavi (* 1965), Turbofolk-Sänger
- Avdija Vršajević (* 1986), Fußballspieler
- Salih Selimović (* 1944), Historiker